# لوتزورای
لوتزورای (به ایتالیایی: Lotzorai) یک کومونه در ایتالیا است که در استان الیاسترا واقع شده‌است.

## خصوصیات
لوتزورای ۱۶٫۸ کیلومترمربع مساحت و ۲٬۱۷۹ نفر جمعیت دارد و ۱۱ متر بالاتر از سطح دریا واقع شده‌است.